# Damptromle
En damptromle er en gammel vejtromle, der havde en dampmaskine som drivkraft.